# Bourgfelden

Karte von Bourgfelden

Bourgfelden (deutsch Burgfelden) ist ein Ortsteil von Saint-Louis im französischen Département Haut-Rhin in der Region Grand Est (bis 2015 Elsass). Bourgfelden liegt südwestlich der bei Basel beginnenden Autobahn A35 und wird von Basels St. Johannsquartier, Hégenheim und Hésingue flankiert.

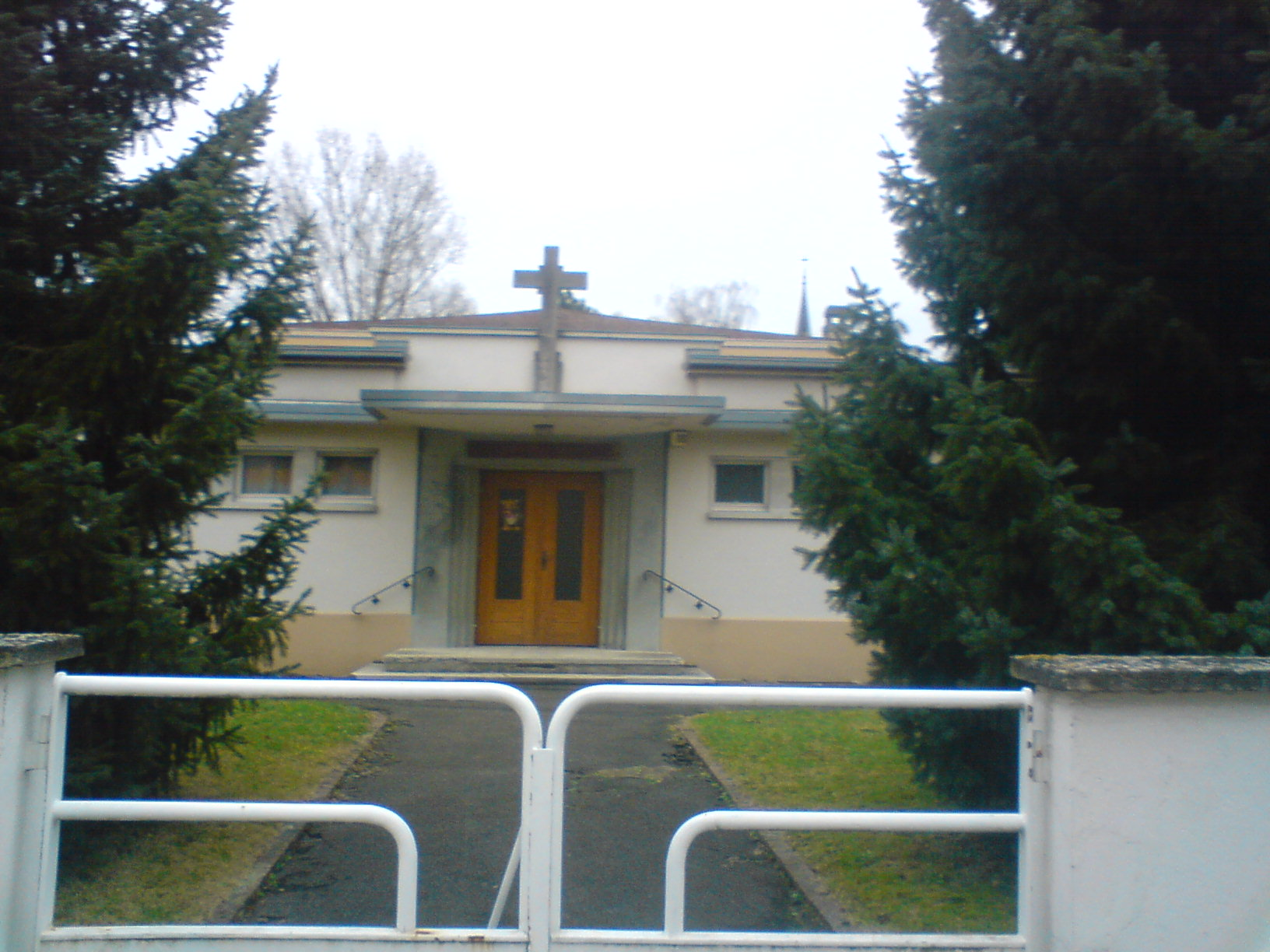
Protestantische Kirche
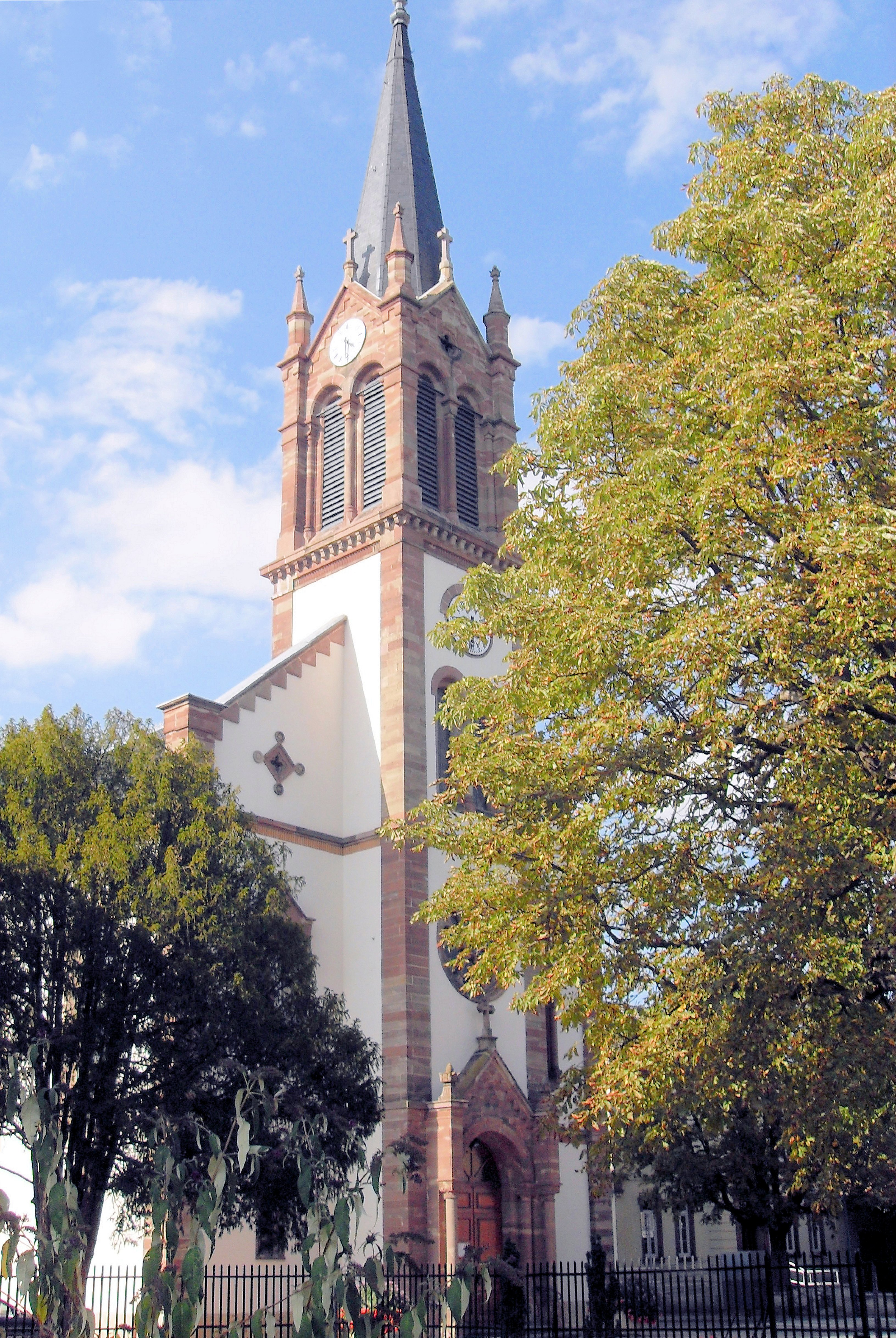
Südseite der Kirche Saint-Charles
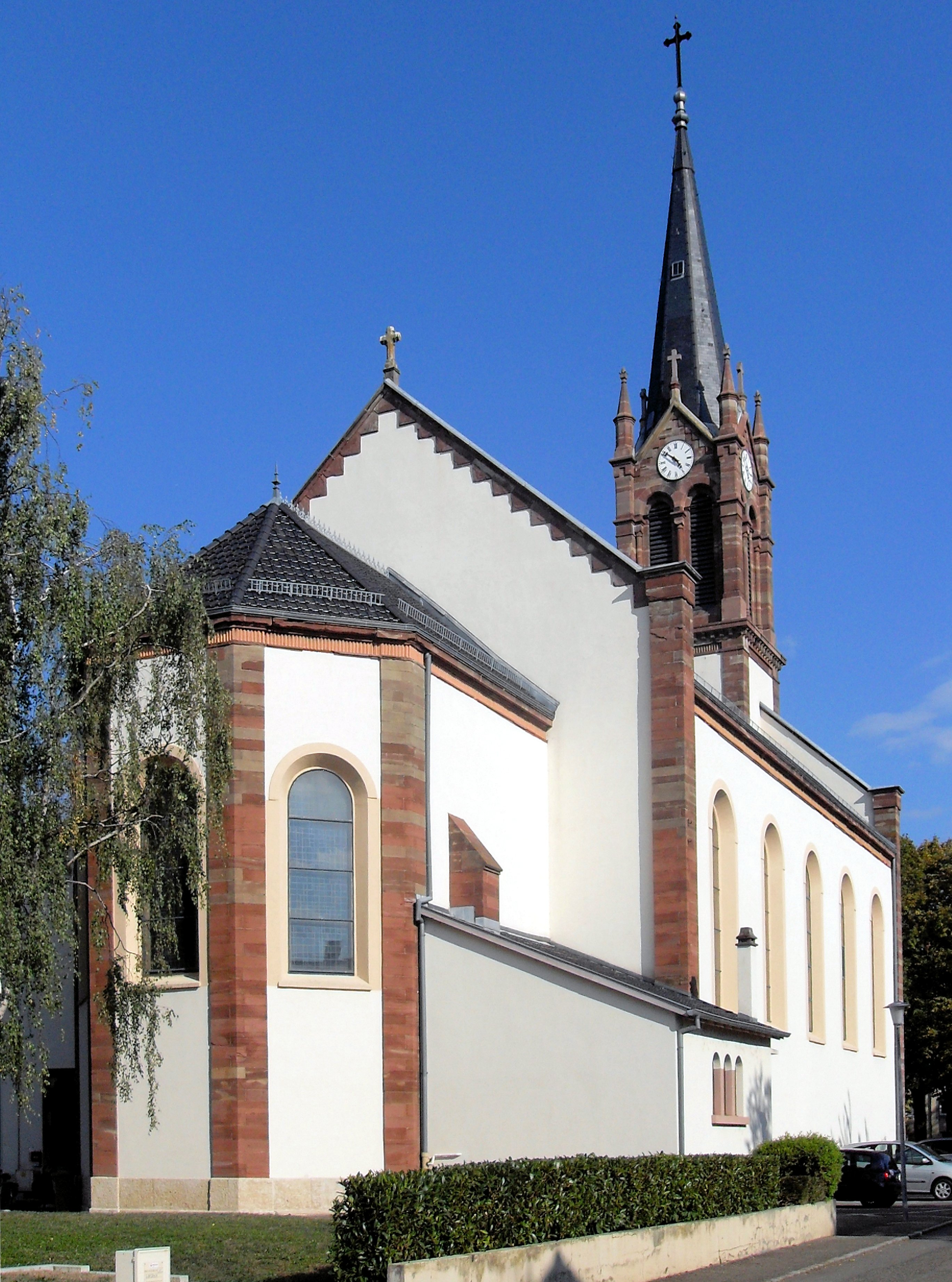
Westseite der Kirche Saint-Charles

Koordinaten: 47° 35′ N, 7° 33′ O